# Blanca Löwe
Blanca Amelia de las Mercedes Löwe Osorio (Chile - Santiago de Chile, 5 de agosto de 2001) fue una actriz, cantante, locutora y presentadora de televisión chilena.

## Biografía
Es hija de Luis Löwe Solar y Amelia Osorio Vicuña. Estuvo casada con Mario Valdivia.
Ejerció como cantante entre 1950 y 1960 con el seudónimo Kika, destacando por su gran belleza. Luego fue conocida por sus trabajos como actriz en radioteatros y teleteatros de las décadas de 1960 y 1970. También fue tesorera del Sindicato Profesional de Actores de Radio y Televisión (Sidarte) hasta el Golpe de Estado de 1973. En televisión fue una de las pioneras, protagonizó El litre 4916 de Canal 13, entre 1965 y 1967. Participó en diversas telenovelas nacionales. 
Protagonizó la película Música en tu corazón (1946), de Miguel Frank. 
En 1966 protagonizó la fotonovela Foto Romance con Pepe Guixé.

## Filmografía

### Cine
- Música en tu corazón (1946)

### Televisión
| Teleseries | Teleseries          | Teleseries          | Teleseries |
| Año        | Teleserie           | Rol                 | Canal      |
| ---------- | ------------------- | ------------------- | ---------- |
| 1965-1967  | El litre 4916       | Rosaura             | Canal 13   |
| 1970       | Mi mamá y mi papá   |                     | Canal 13   |
| 1982       | De cara al mañana   | Berta Correa        | TVN        |
| 1982       | Celos               | Concepción Matienzo | Canal 13   |
| 1985       | Matrimonio de papel | Teresa Galarce      | Canal 13   |